# 黃縉 (嘉靖進士)
黃縉（1505年—？），字公華，河南開封府鈞州密縣人，民籍，明朝政治人物。

## 生平
嘉靖七年（1528年）戊子科河南鄉試第二十七名舉人。嘉靖二十年（1541年）中式辛丑科會試第五十四名，登第三甲第九十八名進士。授金坛县知县。

## 家族
曾祖黃瑛，訓科；祖父黃輔，審理正；父黃鼎，壽官。母徐氏。具慶下。弟绶、緋。